# Papier kredowany
Papier kredowany, papier kredowy, papier powlekany mieszanką pigmentowo-klejową – papier powlekany cienką warstwą mieszaniny białego pigmentu mineralnego oraz kleju; charakteryzuje się śliskością i obniżoną wsiąkliwością.
Jako pigmentu używa się zazwyczaj kaolinu, węglanu wapnia, dwutlenku tytanu, bieli satynowej i siarczanu baru (blanc fixe). Natomiast jako substancje wiążące wykorzystuje się skrobię modyfikowaną, polioctan winylu, lateks, kazeinę, żelatynę.
Może być powlekany z jednej albo z obu stron, 6 do 30 g/m² na stronę. Gramatura może wynosić od 52 g/m² (najtańszy rodzaj, tzw. papier LWC) do nawet 400 g/m² (kartony pudełkowe).
Jego charakterystyczne cechy to gładka powierzchnia i staranne wykończenie oraz połysk. Na papierze tego typu drukuje się czasopisma ilustrowane, druki reklamowe, publikacje albumowe, wydawnictwa artystyczne, obwoluty, etykiety.